# Asociación India de Teatro Popular

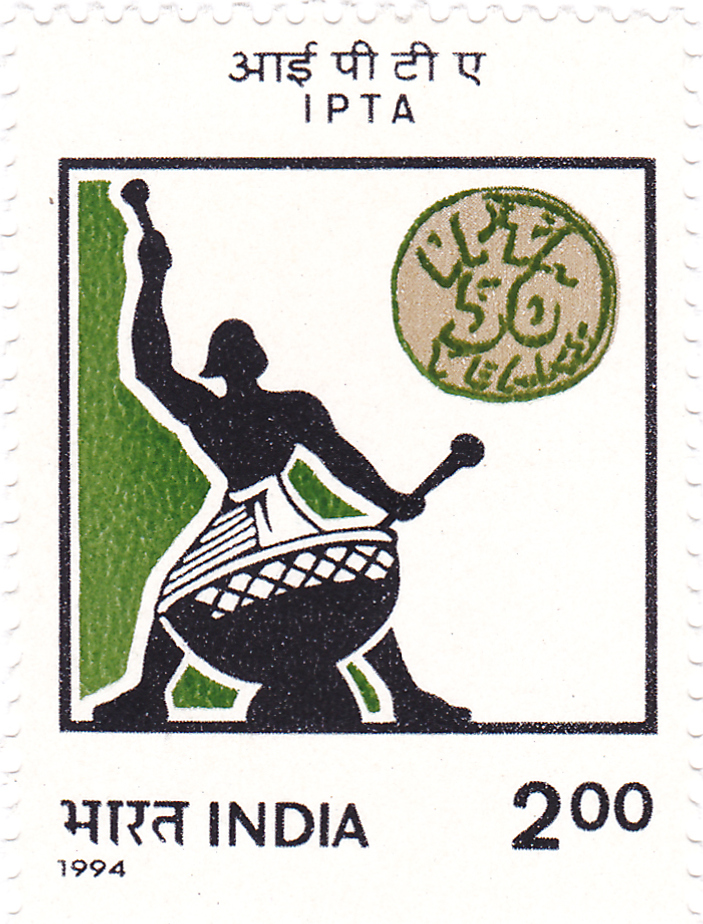
Estampa de la asociación india de teatro popular (1994)

Asociación India de Teatro Popular que se formó en 1942 por el movimiento Quit India. Fue inaugurada formalmente entre 1943-1944

## Origen
En sus inicios, tuvo como objetivo el reto de llevar el teatro a la población con el objetivo de concienciar sobre la responsabilidad social y la integración nacional. Nacida con las ideologías socialista y nacionalista, llevando la bandera escritores y artistas, provocó un cambio radical. Su raíz o su esencia es, sin duda, el despertar cultural de las masas, con el objetivo de revivir el patrimonio cultural del país. Es uno de los grupos de artes escénicas más antiguas del país y el único movimiento teatral que está presente en 22 Estados de la India. 

## Fundadores
Fue fundada por una serie de incondicionales como:  KA Abbas, el Dr. Bhabha, Anil de Silva, entre otros. En sus 75 años de existencia, se han visto muchos sectores del arte como músicos, escritores, artistas, bailarines o cantantes, como por ejemplo: Amar Shaikh, ShambhuMitra, Homi Bhabha, Krishanchander, Kaifi Azmi, Majrooh Sultanpuri, Sahir Ludhianvi, Balraj Sahni, Mohan Segal, Mulkraj Anand, Romesh Thapar, Hima Devi, Annabhau Sathe, Shailendra, Prem Dhawan, Ismat Chugtai, Kanu Ghosh, Chetan Anand, Dina Pathak, Pt. Ravi Shankar, entre otros.
En las últimas décadas, ha reflejado más de 100 obras en distintos dialectos de la India como el hindi, marathi, kannada o telugu, y lógicamente, el inglés. 

## Ipta Balmanch y Reconocimiento
En 1984 surgió esta formación, de aspecto infantil, en la realización de obras de teatro con artistas jóvenes de diferentes entornos socioeconómicos. Es reconocido mundialmente por sus usos de las tradiciones, de los cuentacuentos, del drama o del teatro.  